# Fed Cup 2005
La Fed Cup 2005 è stata la 43ª edizione del più importante torneo tennistico per nazionali femminili. Hanno partecipato alla competizione 76 nazionali. La finale si è giocata dal 17 al 18 settembre al Court Philippe Chatrier di Parigi in Francia ed è stata vinta dalla Russia che ha battuto la Francia.

## World Group I
| Squadre partecipanti | Squadre partecipanti | Squadre partecipanti | Squadre partecipanti |
| Argentina            | Austria              | Belgio               | Francia              |
| Italia               | Russia               | Spagna               | Stati Uniti          |
| -------------------- | -------------------- | -------------------- | -------------------- |

### Tabellone
|  | Quarti di finale | Quarti di finale | Quarti di finale |             |        | Semifinali | Semifinali | Semifinali |  |  | Finale | Finale | Finale |  |
|  |                  |                  |                  |             |        |            |            |            |  |  |        |        |        |  |
|  | S                | Russia           | 4                |             |        |            |            |            |  |  |        |        |        |  |
|  | S                | Russia           | 4                |             |        |            |            |            |  |  |        |        |        |  |
|  |                  | Italia           | 1                |             |        |            |            |            |  |  |        |        |        |  |
|  |                  | Italia           | 1                | Russia      | Russia | 4          |            |            |  |  |        |        |        |  |
|  |                  |                  |                  | Russia      | Russia | 4          |            |            |  |  |        |        |        |  |
|  |                  |                  | Stati Uniti      | Stati Uniti | 1      |            |            |            |  |  |        |        |        |  |
|  | S                | Stati Uniti      | Stati Uniti      | Stati Uniti | 1      | 5          |            |            |  |  |        |        |        |  |
|  | S                | Stati Uniti      |                  |             |        |            |            |            |  |  |        |        |        |  |
|  |                  | Belgio           | 0                |             |        |            |            |            |  |  |        |        |        |  |
|  |                  | Belgio           | 0                | Russia      | Russia | 3          |            |            |  |  |        |        |        |  |
|  |                  |                  |                  |             |        |            |            |            |  |  |        |        |        |  |
|  |                  |                  | Francia          | Francia     | 2      |            |            |            |  |  |        |        |        |  |
|  |                  | Argentina        | Francia          | Francia     | 2      | 2          |            |            |  |  |        |        |        |  |
|  |                  |                  |                  |             |        | 2          |            |            |  |  |        |        |        |  |
|  | S                | Spagna           | 3                |             |        |            |            |            |  |  |        |        |        |  |
|  | S                | Spagna           | 3                |             | Spagna | Spagna     | 1          |            |  |  |        |        |        |  |
|  |                  |                  |                  |             | Spagna | Spagna     | 1          |            |  |  |        |        |        |  |
|  |                  |                  | Francia          | Francia     | 3      |            |            |            |  |  |        |        |        |  |
|  |                  | Austria          | Francia          | Francia     | 3      | 1          |            |            |  |  |        |        |        |  |
|  |                  |                  |                  |             |        | 1          |            |            |  |  |        |        |        |  |
|  | S                | Francia          | 4                |             |        |            |            |            |  |  |        |        |        |  |

Le perdenti del primo turno accedono ai Play-off con i vincitori del World Group II.

### Finale
| Francia 2 | Court Philippe Chatrier, Parigi, Francia 17 settembre - 18 settembre Terra | Court Philippe Chatrier, Parigi, Francia 17 settembre - 18 settembre Terra | Russia 3 |     |     |  |
| \| \| \| \| 1 \| 2 \| 3 \| \| \| - \| \| -------------------------------------------------------------- \| --- \| --- \| --- \| \| \| 1 \| \| Mary Pierce Elena Dement'eva \| 6 7 \| 6 2 \| 1 6 \| \| \| 2 \| \| Amélie Mauresmo Anastasija Myskina \| 6 4 \| 6 2 \| \| \| \| 3 \| \| Amélie Mauresmo Elena Dement'eva \| 4 6 \| 6 4 \| 2 6 \| \| \| 4 \| \| Mary Pierce Anastasija Myskina \| 4 6 \| 6 4 \| 6 2 \| \| \| 5 \| \| Amélie Mauresmo / Mary Pierce Elena Dement'eva / Dinara Safina \| 4 6 \| 6 1 \| 3 6 \| \| |                                                                            |                                                                            |          |     |     |  |
| |                                                                            |                                                                            | 1        | 2   | 3   |  |
| 1 | Francia (bandiera) · Russia (bandiera)                                     | Mary Pierce Elena Dement'eva                                               | 6 7      | 6 2 | 1 6 |  |
| 2 | Francia (bandiera) · Russia (bandiera)                                     | Amélie Mauresmo Anastasija Myskina                                         | 6 4      | 6 2 |     |  |
| 3 | Francia (bandiera) · Russia (bandiera)                                     | Amélie Mauresmo Elena Dement'eva                                           | 4 6      | 6 4 | 2 6 |  |
| 4 | Francia (bandiera) · Russia (bandiera)                                     | Mary Pierce Anastasija Myskina                                             | 4 6      | 6 4 | 6 2 |  |
| 5 | Francia (bandiera) · Russia (bandiera)                                     | Amélie Mauresmo / Mary Pierce Elena Dement'eva / Dinara Safina             | 4 6      | 6 1 | 3 6 |  |

## World Group I Play-offs
Data: 9-10 luglio
| Impianto (superficie) | Squadra ospitante | Punteggio | Squadra ospite |
| --------------------- | ----------------- | --------- | -------------- |
| Austria               | Austria           | 4-1       | Svizzera       |
| Belgio                | Belgio            | 3-2       | Argentina      |
| Croazia               | Croazia           | 1-4       | Germania       |
| Repubblica Ceca       | Rep. Ceca         | 2-3       | Italia         |

- Germania promossa al World Group I della Fed Cup 2006.
- Austria, Belgio ed Italia rimangono nel World Group I della Fed Cup 2006.
- Croazia, Repubblica Ceca e Svizzera rimangono nel World Group II della Fed Cup 2006.
- Argentina retrocessa al World Group II della Fed Cup 2006.

## World Group II
Data: 23-24 aprile
| Impianto (superficie)                | Squadra ospitante | Punteggio | Squadra ospite |
| ------------------------------------ | ----------------- | --------- | -------------- |
| Neuchâtel, Svizzera (Cemento indoor) | Svizzera          | 3-2       | Slovacchia     |
| Essen, Germania (Terra)              | Germania          | 4-1       | Indonesia      |
| Phuket, Thailandia (Cemento)         | Thailandia        | 2-3       | Croazia        |
| Praga, Repubblica Ceca (Terra)       | Rep. Ceca         | 3-2       | Giappone       |

## World Group II Play-offs
Date: 9-10 luglio
| Impianto (superficie)              | Squadra ospitante | Punteggio | Squadra ospite |
| ---------------------------------- | ----------------- | --------- | -------------- |
| Salinas, Porto Rico (Cemento)      | Porto Rico        | 1-4       | Indonesia      |
| Tokyo, Giappone (Cemento indoor)   | Giappone          | 4-1       | Bulgaria       |
| Pathum Thani, Thailandia (Cemento) | Thailandia        | 4-1       | Slovacchia     |
| Pechino, Cina (Cemento indoor)     | Cina              | 4-1       | Slovenia       |

- Cina promossa al World Group II della Fed Cup 2006.
- Indonesia, Giappone e Thailandia rimangono nel World Group II della Fed Cup 2006.
- Bulgaria, Porto Rico e Slovenia rimangono al Gruppo Zonale I della Fed Cup 2006.
- Slovacchia retrocessa al Gruppo Zonale II della Fed Cup 2006.

## Zona Americana

### Gruppo I
Squadre partecipanti
- Bolivia — retrocessa nel Gruppo II della Fed Cup 2006
- Brasile
- Canada
- Cuba
- Messico
- Paraguay — retrocessa nel Gruppo II della Fed Cup 2006
- Porto Rico — promossa al World Group II Play-offs
- Uruguay

### Gruppo II
Squadre partecipanti
- Cile — promossa al Gruppo I della Fed Cup 2006
- Colombia — promossa al Gruppo I della Fed Cup 2006
- Rep. Dominicana
- Venezuela

## Zona Asia/Oceania

### Gruppo I
Squadre partecipanti
- Australia
- Cina — promossa al World Group II Play-offs
- Taipei cinese
- India
- Kazakistan — retrocessa nel Gruppo II della Fed Cup 2006
- Nuova Zelanda
- Singapore — retrocessa nel Gruppo II della Fed Cup 2006
- Corea del Sud

### Gruppo II
Squadre partecipanti
- Filippine — promossa al Gruppo I della Fed Cup 2006
- Siria
- Turkmenistan
- Uzbekistan — promossa al Gruppo I della Fed Cup 2006

## Zona Europea/Africana

### Gruppo I
Squadre partecipanti
- Bielorussia
- Bulgaria — promossa al World Group II Play-offs
- Danimarca
- Estonia
- Regno Unito
- Grecia — retrocessa nel Gruppo II della Fed Cup 2006
- Ungheria
- Israele
- Lussemburgo
- Paesi Bassi
- Polonia — retrocessa nel Gruppo II della Fed Cup 2006
- Serbia e Montenegro
- Slovenia — promossa al World Group II Play-offs
- Sudafrica
- Svezia
- Ucraina

### Gruppo II
Squadre partecipanti
- Finlandia — promossa al Gruppo I della Fed Cup 2006
- Georgia
- Irlanda
- Lettonia
- Lituania
- Norvegia — retrocessa nel Gruppo III della Fed Cup 2006
- Romania — promossa al Gruppo I della Fed Cup 2006
- Tunisia — retrocessa nel Gruppo III della Fed Cup 2006

### Gruppo III
Squadre partecipanti
- Algeria — promossa al Gruppo II della Fed Cup 2006
- Bosnia ed Erzegovina
- Botswana
- Cipro
- Egitto
- Islanda
- Kenya
- Malta
- Moldavia
- Namibia
- Portogallo — promossa al Gruppo II della Fed Cup 2006
- Turchia